# Odontometro

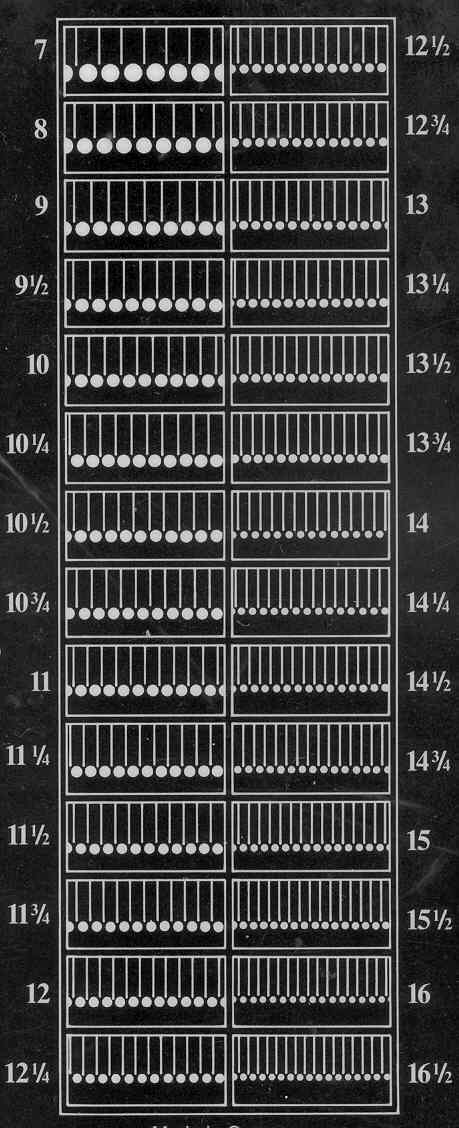
Un classico odontometro

L'odontometro è uno strumento graduato utilizzato nella filatelia per misurare la dentellatura dei francobolli, ossia la distanza tra i fori allineati lungo la linea di strappo. Il nome deriva dal greco odontos, "dente".
Nella filatelia, l'esatta determinazione della dentellatura è un requisito spesso essenziale per poter identificare un francobollo in maniera univoca. In molti casi esistono difatti francobolli identici in tutto e per tutto, tranne appunto che per la dentellatura, che diventa in tal caso un segno distintivo.

## Tipi di odontometro

### L'odontometro classico
L'odontometro è generalmente un supporto rigido di cartoncino o metallo che riproduce in scala 1:1 varie dentellature (sotto forma di punti neri allineati o fasci di linee divergenti). Per l'esatta misurazione della dentellatura occorre semplicemente far combaciare il bordo dentellato di un francobollo con una delle riproduzioni della dentellatura riportate sull'odontometro. Trattandosi di un controllo visivo, va eseguito con estrema precisione in quanto le differenze tra le dentellature possono essere in taluni casi minime. Per aumentare il contrasto tra l'odontometro e il bordo del francobollo è consigliabile utilizzare un odontometro a sfondo nero; nel caso in cui si intenda misurare la dentellatura di francobolli non ancora separati dalla busta, esistono invece appositi odontometri trasparenti.

### L'odontometro elettrico
In alternativa all'odontometro manuale esistono vari tipi di odontometri elettrici, che hanno il vantaggio di una misurazione più precisa, soprattutto nei casi in cui la dentellatura è fuori standard. Sono tuttavia poco amati dai collezionisti.

## Unità di misura
L'unità convenzionalmente stabilita per la misura della dentellatura è espressa nel numero dei fori per 2 cm di bordo perforato; generalmente rientra tra i valori 11 e 14. Se il valore non è un numero intero, viene espresso in frazioni (ad es. 13 ¼ e non 13,25); se i lati hanno dentellature diverse, si indica prima il valore orizzontale e poi quello verticale (es. 12 x 13 ¼).